# Iyengar (kaste)
Iyengar (ook Ayyangar, Aiyangar, Ayengar, Iengar) is de naam van een kaste van Kannada-/Tamil-Brahmanen in Zuid-India, waarvan de leden zich in het algemeen toeleggen op de Visishtadvaita, een filosofie die is beschreven door Ramanuja.